# Droits de l'homme en Europe
 (mai 2016).
- Si vous ne connaissez pas le sujet, laissez ce bandeau (vous pouvez alors contacter les auteurs).
- Si vous supprimez le contenu mis en cause (vous pouvez préalablement contacter les auteurs),

argumentez précisément cette suppression dans la page de discussion
(un manque de référence n'est pas un argument ; une recherche réelle de référence doit avoir été effectuée, être formellement documentée).
Les droits de l'homme en Europe sont généralement respectés. Cependant, de nombreuses atteintes à ces droits de l'Homme existent, allant du traitement envers les réfugiés à la violence policière. Le rapport annuel d'Amnesty International, établi pour l'ensemble des pays du monde, soulève des problèmes dans plusieurs pays européens. 
En 2012, un des plus accusés est la Biélorussie, pays à l'est (hors de) l'Union européenne, et seul pays d'Europe qui, selon The Economist, aurait un gouvernement dictatorial. Tous les autres pays européens sont considérés comme ayant une « forme de gouvernement démocratique », c'est-à-dire soit une « démocratie totale », une « démocratie imparfaite » ou un « régime hybride ».
À la différence de ses États membres, l'Union Européenne n'a pas encore rejoint la Convention des Droits de l'Homme, à compter de 2011.

## Histoire
L'histoire des droits de l'Homme en Europe est marquée par une combinaison contradictoire de mesures législatives et de progrès intellectuels, et de violations des droits humains fondamentaux, autant en Europe que dans ses colonies.
Chronologie.

### Moyen Âge
- 1215 : Magna Carta
- 1222 : Le Taureau d'Or de 1222 de Hongrie définit pour la première fois les droits de la noblesse
- 1264 : La Charte de Kalisz introduit de nombreux droits pour les Juifs polonais, qui va mener à une "nation dans une nation" autonome.
- 1367 :  Statuts de Kilkenny
- 1463 : Le firman du Sultan Mehmed II accorde la liberté aux franciscains de Bosnie après la conquête ottomane de la Bosnie

### Époque moderne
- XVe au XIXe siècle : Commerce des esclaves en Afrique
- 1505 : Nihil Novi en Pologne interdit aux paysans de quitter leurs terres sans la permission de leur seigneur féodal.
- 1529 : Statuts de la Lituanie
- 1550–1551 : Bartolomé de las Casas débat avec Juan Ginés de Sepúlveda sur les droits de l'Homme (Controverse de Valladolid)
- 1573 : La Confédération de Varsovie confirme la liberté religieuse de tous les habitants de la Pologne
- 1650-1660 : Le prêtre jésuite António Vieira se bat pour les droits des populations indigènes du Brésil, et obtient des décrets royaux contre leur esclavage.
- 1689 : La Déclaration des droits est établie en Angleterre
- 1689 : L'acte de Revendication du droit est adopté par le parlement écossais
- 1690 :  Le Traité du gouvernement civil, de John Locke
- 1750–1860: Le Mouvement des enclosures est adopté par le parlement du Royaume Uni, entraînant l'enclosure des biens communaux, et attribuant des droits de propriété privée à des terres qui n'étaient auparavant pas privées.
- 1772 : Décision de la Cour Britannique par William Murray 1er comte de Mansfield, où il conclut que l'esclavage est illégal en Angleterre.
- 1781 : Le servage est aboli dans les pays de Habsbourg grâce à l’empereur Léopold II (Bohême, Moravie et Silésie autrichienne)
- 1783 :
- Le servage est aboli dans le premier État allemand, le Pays de Bade.
- La Pologne et la Lituanie (République des Deux Nations) abolissent le châtiment corporel
- 1789 : La Déclaration des droits de l'homme et du citoyen est introduite en France.
- 1790 : Les Droits de l'homme, de Thomas Paine
- 1794 : Abolition de l'esclavage par la France
- La Proclamation de Połaniec, Pologne, abolit partiellement le servage et accorde des libertés civiles aux paysans.
- 1802 : En France, rétablissement de l'esclavage par Napoléon dans les colonies.
- 1804 : Le Code civil des Français interdit les privilèges de naissance, établit la liberté des religions, et demande un système méritocratique pour les travaux de fonctionnaires de l'État.
- 1807 : La Grande-Bretagne abolit le commerce des esclaves (mais pas l'esclavage).
- 1810 :  La Prusse abolit le servage.
- 1832 : Le Reform Act 1832  augmente le corps électoral et légalise les syndicats professionnels.
- 1833 : La Grande-Bretagne abolit l'esclavage
- 1848 :  La France abolit (de nouveau) l'esclavage.
- 1859 :  De la liberté, de John Stuart Mill
- 1861 : La Russie abolit le servage
- 1863 : Les Pays-Bas abolissent l'esclavage
- 1867 : Le Reform Act de 1867 donne le droit de vote à tous les locataires en résidence.
- 1884 : Le 3e Reform Act étend le droit de vote à tous les hommes, des villes comme des campagnes.
- 1906 : La Finlande est le premier pays européen à introduire le suffrage universel aux élections nationales
- 1914-1948 : Première Guerre mondiale
- 1917 : La Finlande étend le suffrage universel aux élections locales
- 1918 : Le 4e Reform Act accorde le suffrage à presque tous les hommes et aux femmes de plus de 30 ans qui possèdent une propriété.
- 1933-1945 : Holocauste
- 1939-1945 : Seconde Guerre mondiale

### 1945–1984
- 1954–1956: La Grande-Bretagne torture et tue au moins 50 000 Kényans pendant la révolte des Mau Mau
- 1954–62: La France et le FLN utilisent la torture pendant la guerre d'Indépendance d'Algérie
- 1961: La police française massacre des Algériens pro-FLN lors d'une démonstration pacifiste, plus tard nommé le massacre du 17 octobre 1961
- 1972: L'armée britannique tire sur des manifestants non armés en Irlande du Nord, ensuite connu sous le nom de Bloody Sunday
- 1974: La Turquie envahit et nettoie ethniquement 80 à 87 % des populations de Kyrenia, Famagouste, Dipkarpaz et des parties de Nicosie Chypre. L'usage par la Turquie du napalm envers des civils est condamné. Les viols systématiques ont poussé le Parlement britannique à faire adopter des lois d'urgence, pour permettre aux agents médicaux de pratiquer des avortements d'urgence sur les femmes violées. On compte environ 1 652 personnes disparues.
- 1978: La Cour européenne des droits de l’homme décide que la torture infligée par le gouvernement britannique sur les suspects de l'Armée républicaine irlandaise est "un traitement cruel inhumain".

### 1984–présent
Les États de l'Union Européenne, ainsi que l'Islande, La France, la Norvège, la Suisse et les autres micro-États européens respectent en général les droits de l'Homme. La perspective d'adhésion à l'UE (qui implique également le respect l'adhésion à la Convention européenne des droits de l'homme) a encouragé de nombreux États européen, en particulier la Croatie et la Turquie, à améliorer leur situation quant aux droits de l'Homme, notamment en ce qui concerne la liberté d'expression et la peine de mort. Toutefois, certaines lois, concernant la lutte contre le terrorisme, ont été fortement critiquées car elles empiéteraient sur les droits de l'Homme. La loi sur les signes religieux dans les écoles publiques françaises a été aussi victime de cette critique, ainsi que les lois françaises visant à protéger le public de certains cultes. Au Royaume Uni, une nouvelle Déclaration des droits a été préconisée pour: protéger un plus large éventail de droits et libertés personnelles, économiques, politiques et de communication; renforcer et étendre l'ordre social libéral, et établir une nouvelle Cour Suprême indépendante, possédant le pouvoir d'annuler des lois et politiques du gouvernement qui violeraient les droits et les libertés fondamentales.

#### Lettonie
En Lettonie, la citoyenneté, l'usage de la langue natale et les discrimination ethniques sont les plus graves problèmes pour la minorité russe. Actuellement, la moitié de la communauté russophone de Lettonie sont citoyens du pays, tandis que l'autre moitié n'a aucune citoyenneté d'aucun pays du monde. Cette population forme une catégorie légale unique, les "lettons non citoyens". Dans certaines situations, leur statut est similaire à celui des citoyens de Lettonie (par exemple, pour recevoir une aide du consulat à l'étranger), alors que dans d'autres situations, ils possèdent moins de droits que les étrangers (les immigrants issus de pays appartenant à l'Union Européenne peuvent voter aux élections municipales et européennes, alors que les Lettons non citoyens ne le peuvent pas).
La minorité russe en Lettonie est en baisse, en raison de l'émigration et du taux de natalité négatif. Le taux de mortalité des Russes en Lettonie est plus important que celui des Lettons en Lettonie, et des Russes en Russie, en partie dû aux conditions sociales défavorables des villes de Lettonie, à la suite de la destruction de leur industrie économique au début des années 1990.

#### Anciens États de l'URSS
Après l'effondrement et le démantèlement de l'Union soviétique, les abus des droits de l'Homme commis par les différents États de l'URSS furent exposés au public. La situation s'est améliorée depuis dans la majorité des États anciennement communistes, en particulier ceux d'Europe Centrale. Ces pays d'Europe Centrale se sont ralliés avec l'Union Européenne (la plupart sont devenus membres en 2004), et ont ainsi subi une réforme rigoureuse des lois sur les droits de l'Homme, notamment en ce qui concerne la liberté d'expression et de religion et la protection des minorités, en particulier les Roms. Toutefois, les progrès réalisés par les anciens pays de l'URSS sont lents. Bien qu'ils soient tous (sauf la Biélorussie) devenus membres du Conseil de l'Europe, des conflits constants entre les indépendantistes des groupes minoritaires dans le Caucase ont poussé ces États à passer des lois strictes, dans le but de limiter les rébellions.

##### Arménie
Une série de manifestations de masse s'est déroulée en Arménie en raison de l'élection présidentielle arménienne du 19 février 2008. Ces manifestations de masse contre des supposées fraudes électorales se sont déroulées dans la capitale, Erevan, et furent organisées par des partisans du candidat perdant à la présidentielle et premier Président de la République d'Arménie, Levon Ter-Petrossian. Après 9 jours de protestations pacifistes à la place de la Liberté, la police nationale et les forces militaires tentèrent de disperser les manifestants le 1er mars. La manifestation commença le 20 février, dura 10 jours à la place de la Liberté de Yerevan, et attira des dizaines de milliers de manifestants pendant la journée, et des centaines campant la nuit. En conséquence, 10 personnes ont été tuées. Malgré la volonté du gouvernement à arrêter les manifestations, ces dernières ont continué jusqu'au 1er mars. Le matin du 1er mars, des unités de l'armée et la police ont dispersé les 700-1000 personnes qui sont restées pendant la nuit, les battant avec des matraques et des pistolets à impulsion électrique. Au 4 mars, de nombreux manifestants sont encore portés disparus. Depuis le 1er mars, Ter-Petrossian est placé en résidence surveillée.

##### Biélorussie
La Biélorussie est souvent décrite en tant que « dernière dictature d'Europe ». La presse est strictement censurée par le gouvernement, et les libertés d'expression et de protestation ont été supprimées. Bien que les élections de la Biélorussie après son indépendance semblent respecter les normes de la démocratie, des observateurs électoraux les ont décrites comme mal fondées.

##### Russie
La Russie a pris part à des actes douteux, tels que le remplacement de gouverneurs élus par des gouverneurs désignés et la censure de la presse, affirmant que bon nombre de ces mesures sont nécessaires pour maintenir le contrôle sur sa volatile frontière du Caucase , où de nombreux groupes rebelles sont basés. L'indice de démocratie créé par The Economist classifie la Russie en tant que "régime hybride" en 2007. Depuis, la Russie a été reléguée au rang de régime autoritaire. Les rapports attribuent cela aux inquiétudes concernant les élections législatives russes du 4 décembre 2011  et la décision de Vladimir Poutine de se présenter à nouveau aux élections présidentielles de 2012. En 2015, l'indice de démocratie indique le même résultat.

#### Anciens États yougoslaves
Après l’effondrement du communisme en Yougoslavie, État maintenu par Josip Broz Tito, les nombreuses nations qui formaient la Yougoslavie déclarèrent leur indépendance. Cela fut suivi de plusieurs années de conflits sanglants, avec la Serbie tentant de maintenir les États ensemble, puis tentant ensuite de garder les territoires peuplés par des populations serbes, dans le but de créer une « Grande Serbie ». À l'intérieur même de la Serbie sévissait un conflit au Kosovo, où les Serbes sont la minorité.
Aujourd'hui, la Yougoslavie s'est démantelée en 6 nouveaux États (Bosnie-Herzégovine, Croatie, Macédoine, Monténégro, Serbie et Slovénie), qui sont à divers stades de développement des droits de l'Homme. La Slovénie, qui a le moins souffert pendant la guerre de Yougoslavie, est membre de l'Union européenne, et est considérée comme ayant un bon niveau de respect des droits de l'homme, de même pour la Croatie qui a aussi rejoint l'Union européenne. Les Républiques de Macédoine et Monténégro ont formé des gouvernements stables, et ont un dossier correct en ce qui concerne les droits de l'Homme. Cependant, la Bosnie-Herzégovine et la Serbie continuent de présenter des dossiers discutables, la Bosnie-Herzégovine étant déjà entièrement gouvernée par un mandat des Nations unies, de même pour une partie de la Serbie (Kosovo). La Bosnie-Herzégovine est l'État le plus ethniquement divers de tous les anciens États yougoslaves, avec de larges groupes de Bosniaques, de Croates, et de Serbes, ce qui rend la paix difficile à atteindre. La Bosnie et la Serbie sont toutes les deux classées en tant que démocraties par The Economist, la Bosnie décrite comme un "régime hybride" et la Serbie une « démocratie imparfaite ».

### Suffrage universel
Le suffrage universel a été introduit dans les pays européens au cours des années suivantes :
- 1906 :Finlande[note 1]
- 1913 : Norvège
- 1915 :
  - Danemark
  - Islande
- 1917 :
  - Russie
  - Lituanie
  - Lettonie
  - Estonie
- 1918 :
  - Après la défaite des Empires centraux durant la Première Guerre mondiale:
    - Autriche
    - Allemagne
    - Hongrie
    - Pologne

  - Tchécoslovaquie
  - Luxembourg
- 1919 :
  - Pays-Bas
  - Suède
- 1922 : Irlande (après son indépendance)
- 1923 : Roumanie
- 1928 : Royaume-Uni
- 1930 : Turquie
- 1931 : Portugal[note 2]
- 1931 : Espagne[note 3]
- 1944 : France
- 1946 :
  - Italie
  - Yougoslavie
  - Malte
- 1948 : Belgique
- 1952 : Grèce
- 1960 :
  - Chypre
  - Saint Marin
  - Monaco
- 1971 : Suisse
- 1975 : Portugal
- 1976 : Espagne
- 1984 : Liechtenstein

### Problèmes connus

#### Trafic des êtres humains
La fin du communisme, l'effondrement de l'Union soviétique et de la Yougoslavie, et l'accès facilité au voyage international ont contribué à une augmentation du trafic d'êtres humains, dont de nombreuses victimes sont contraintes à la prostitution, aux travaux forcés, à l'agriculture et aux services domestiques. Les conflits dans l'ancienne Yougoslavie ont aussi été des facteurs clés concernant l'augmentation du trafic d'êtres humains en Europe. Le problème touche particulièrement la Belgique, les Pays-Bas, l'Allemagne, l'Italie et la Turquie ; ces pays, avec la Thaïlande, le Japon, Israël et les États-Unis sont désignés par l'ONUDC comme les principales destinations des victimes de trafics humains.
La Convention du Conseil de l'Europe sur la lutte contre la traite des êtres humains a été adoptée par le Conseil de l'Europe le 16 mais 2005. Le but de cette convention est de prévenir et combattre le trafic des êtres humains. La convention est entrée en vigueur le 1er février 2008. En janvier 2016, elle fut ratifiée par 45 États, avec un autre État (la Turquie) l'ayant signé mais pas encore ratifiée.
Amnesty International a appelé les États européens à signer et à ratifier la convention dans le cadre de la lutte contre le trafic humain.

## Signalement des violations des droits de l'homme
Depuis 2013, le Ministre des affaires étrangères de Biélorussie a signalé plusieurs cas de violation des droits de l'homme dans des pays européens.

## Conseil de l'Europe et Union européenne: deux organisations différentes

### Conseil de l'Europe: une organisation dédiée aux droits de l'homme
Le Conseil d'Europe est responsable de la Convention européenne des droits de l'homme et de la Cour européenne des droits de l'homme. Ces institutions lient les membres du Conseil à un code des droits de l'homme qui, bien que stricte, est plus indulgent  que celui de la Déclaration universelle des droits de l'homme. Le Conseil encourage aussi la Charte européenne des langues régionales ou minoritaires et la Charte sociale européenne.

### Union européenne: le développement des droits de l'homme
Le Conseil d'Europe est une entité séparée de l'Union européenne, mais cette dernière devrait – selon le traité de Lisbonne – rejoindre la Convention européenne des droits de l'homme et donc adhérer au Conseil de l'Europe. L'Union européenne possède aussi un document concernant les droits de l'homme : la Charte des droits fondamentaux de l'Union européenne. Depuis mars 2007, l'Union européenne a vu son Agence des droits fondamentaux se baser à Vienne en Autriche.

## Rôle du Haut-Commissariat des Nations unies en Europe
Le Haut-Commissariat des Nations unies aux droits de l'homme est responsable de l'encouragement et de la protection des droits humains définis dans le traité internationaux concernant les droits de l'homme en Europe. Vers la fin 2009, le Haut-Commissariat a ouvert un office régional en Europe, qui a pour mandat de promouvoir et de protéger les droits de l'Homme dans 40 pays européens, y compris les États membres, les pays candidats et les candidats potentiels (les Balkans, l'Islande, la Norvège et la Turquie).